# Costa Crociere
Costa Crociere S.p.A [ˈkɔsta kroˈtʃɛːre]— одна из двенадцати круизных компаний корпорации Carnival Corporation & plc со штаб-квартирой в Генуе (Италия), крупнейший оператор круизных судов в Европе.

## История
В 1854 году Джакомо Коста основал компанию Giacomo Costa fu Andrea, специализирующуюся на торговле тканями и оливковым маслом на рынках Генуи и Сардинии. Фирма стала одной из самых успешных в этой отрасли, что вскоре позволило ей создать флот транспортных судов для перевозки товаров по всему миру и уже к концу XIX века её суда достигли таких дальних берегов, как Австралия, где постоянный приток иммигрантов из Италии создал рынок национальных пищевых продуктов.
В начале XX века компания объявила о своей готовности войти в бизнес морских перевозок: флот компании насчитывал уже два парохода — Ravenna (1924) и Longano (1928).
В 1930-е годы флот компании пополнился ещё шестью пароходами: Federico (1931), Eugenio и Enrico (1934), Antonetta, Beatrice и Dzacomo (1935). В то же время возникла традиция давать судам имена членов семьи, поэтому эти судна носили имена реально существовавших людей.
Вторая Мировая война далась компании Джакомо тяжело — на момент начала боевых действий флот компании имел восемь судов общим водоизмещением 27,534 тонны, но войну смог пережить только Longano. Однако Costa продолжала создание флота, строя и покупая другие суда для прибрежной торговли. Печальные события, такие как уничтожение итальянского пассажирского флота, растущий спрос на пассажирские перевозки, экономический кризис и поток эмигрантов за океан не могли не привлечь внимание семьи Коста.
В 1947 году был введён новый стандарт пассажирских перевозок: первый (с кондиционированием воздуха) и второй классы. Первым пароходом, где действовала такая система был пароход Maria C., к которому вскоре присоединился Anna C. — первый итальянский пароход, пересёкший Атлантику после войны. В том же году Giacomo Costa fu Andrea была переименована в Linea C.
В 1948 году были начаты коммерческие рейсы в северную Америку. Осуществляло эти рейсы судно Maria C., выполненное в стиле ар-нуво, к которому вскоре присоединилась Luisa C.
В 1953 году судно Franca C. начало осуществлять перевозки по маршрутам в Венесуэлу и на Антильские острова.
В 1950-х годах Bianca C., Enrico C., Andrea C., Flavia, Fulvia и Carla C. были полностью обновлены для того, чтобы соответствовать высоким стандартам качества компании. Абсолютным новшеством было то, что после обновления все суда были разделены на три класса (первый, второй и туристический).
В 1959 год Linea C. ввела в строй первое в мире судно, полностью предназначенное для приятного 7 и 14-дневного круизного отдыха у побережья США и в Карибском бассейне — Franca C., к которому на зимние месяцы присоединилось судно Anna Costa, совершавшее трёх- и четырёхдневные миникруизы от порта Эверглэйдc до Багамских островов.
В 1960-х годах появились круизы по Средиземноморью, Чёрному морю, в Бразилию, Уругвай и Аргентину до пролива Магеллана и Антарктиды.
В 1964 году компания заказала постройку Eugenio C, сразу окрещённого судном будущего благодаря своему оборудованию и элегантности. Судно больше не делили формально на три класса, но воспринимали как единую палубу, куда выходили все гостиные. Чёткое определение Eugenio C как круизного лайнера, полностью для этого предназначенного, определило выбор будущего для Costa Armatori.
В 1986 году компания сменила название на Costa Cruises.
В 1997 году компания была куплена американской фирмой Carnival (50 %) и английской фирмой Airtours (50 %). Инвестиции в компанию возросли, а сама она осталась по-прежнему узнаваемой итальянской компанией.
В 1999 году началась техническая эксплуатация судна Costa Atlantica — нового флагмана компании, который открыл новую страницу в истории компании. На реях судов компании вновь, после десяти лет, стал развеваться итальянский флаг. При своих размерах, которые делают Costa Atlantica крупнейшим лайнером в истории итальянского мореплавания, это судно открыло новые направления развития компании: комфортные каюты похожи на апартаменты гранд-отеля, большинство из них с балконами, целый ряд незабываемых интерьеров и атмосфера, которая привлекает новых пассажиров, желающих испытать впечатления от круизов.
В 2000 году корпорация Carnival стала единственным собственником компании Costa Cruises в Генуе, выкупив у компании Airtours её акции.
В 2003 году в порту Савоны состоялась инаугурация нового круизного терминала — Палакросьер — в финансировании строительства и в управлении, которого принимает участие компания.
В 2006 году Costa Cruises объявила о расширении круизных маршрутов в Азию и ОАЭ, подтвердив тем самым международный характер своей деятельности.
В 2007 году компания объявила о новом эксклюзивном маршруте: круизах в Индийский океан с острова Маврикий.
13 января 2012 года у берегов острова Джилио (Италия) потерпело крушение круизное судно Costa Concordia из флота Costa.
27 февраля 2012 года в районе Сейшельских островов на борту отправившегося с острова Мадагаскара круизного судна Costa Allegra возник пожар.
В 2014 году было построено новое судно Costa Diadema.

## Флот
Класс Destiny
- Коста Фортуна (Costa Fortuna)

Класс Concordia
- Коста Серена (Costa Serena)
- Коста Пачифика (Costa Pacifica)
- Коста Фаволоза (Costa Favolosa)
- Коста Фашиноза (Costa Fascinosa)

Класс Dream
- Коста Дьядема (Costa Diadema)

Класс Excellence
- Коста Змеральда (Costa Smeralda)
- Коста Тоскана (Costa Toscana)